# 石忠信
石忠信（1947年6月—2019年3月14日），回族，吉林省吉林市人，中华人民共和国地方官员。

## 生平
1968年11月，为吉林省舒兰县镇郊公社知青，后为吉林省兽药厂工人，省化学纤维厂团支部书记。1973年6月，加入中国共产党。1973年8月，供职于吉林省吉林市一轻局团委、吉林化学纤维厂，后任吉林市毛线厂厂长。1983年，任吉林市纺织工业总公司经理。1988年11月，任吉林省吉林市总工会主席。1990年5月，任吉林省纺织工业厅副厅长。1991年，升任中华全国总工会保障工作部副部长、事业发展部部长。1996年，任黑龙江省人民政府省长助理。2001年，任黑龙江省副省长。2001年，兼任哈尔滨市代理市长。2002年起擔任黑龙江省哈爾濱市市長。2007年，当选哈尔滨市人大常委会主任。2008年起担任全国人大代表。2019年3月14日18时27分在哈尔滨逝世。